# Mary Jane Ward
Mary Jane Ward (Fairmount, 27 de agosto de 1905 – Tucson, 17 de fevereiro de 1981) foi uma escritora norte-americana.
Seu livro semi autobiográfico, The Snake Pit, foi adaptado para o cinema em um filme vencedor do Oscar de 1949, na categoria Melhor mixagem de som.

## Biografia
Ward nasceu em 1905, em Fairmount, Indiana. Ward, prima do escritor Ross Lockridge Jr., era filha de um joalheiro e de uma sufragista. Desenvolveu o interesse pela escrita e pela música desde cedo; quando adolescente, ela compôs sua própria música, mas acabou escolhendo a escrita como foco principal. Depois de terminar o ensino médio, Ward estudou na Universidade Northwestern e no Lyceum of Arts Conservatory de Chicago, e passou a trabalhar em uma série de trabalhos menores. Em março de 1928, se casou com Edward Quayle, um estatístico e dramaturgo amador, e se inspirou a enviar seus próprios escritos para publicação. Ward publicou alguns contos e, em 1937, conseguiu um emprego como revisora de livros para o Evanston News-Index. Nesse mesmo ano, E. P. Dutton publicou o romance de Ward, The Tree Has Roots. Um segundo romance, The Wax Apple, foi publicado em 1938. Ambos os livros receberam críticas positivas, mas não tiveram muita popularidade.
Ward e Quayle mudaram-se para Greenwich Village em 1939. Nenhum deles teve muito sucesso na publicação de seu material, e o estresse financeiro contribuiu para seu sofrimento psicológico. De acordo com um estudo de caso publicado por seu terapeuta em 1943, Ward sofria de esquizofrenia catatônica. A causa geral foram suas preocupações com a guerra que se aproximava, suas habilidades como escritora e os problemas financeiros dela e de seu marido. A causa imediata foi um discurso político que ela deveria fazer, defendendo a oposição pacifista à guerra. Ansiosa e sem dormir, ela decidiu que tinha tuberculose, depois ficou agitada, escondendo-se na cozinha e "pediu ao marido para derrubá-la". Primeiro em Bellevue e depois no Rockland State Hospital, ela não falava, tinha incontinência e alternava entre estupor catatônico e a agressão. Nos anos seguintes, com base em suas experiências na instituição psiquiátrica, Ward escreveu o romance The Snake Pit. O livro foi publicado em 1946 e recebeu críticas elogiosas de críticos e especialistas da área psiquiátrica.
Ward escreveu oito livros durante sua vida, sendo o mais notável The Snake Pit, que recebeu ampla aclamação da crítica após sua publicação em 1946. A história semi autobiográfica de Ward sobre a recuperação de uma mulher de uma doença mental rendeu mais de cem mil dólares em seu primeiro mês; foi rapidamente escolhido para o clube do livro do mês da Random House, foi condensado pela Reader's Digest e adaptado em um filme vencedor do Oscar, The Snake Pit, estrelado por Olivia de Havilland. A história de Ward, contada no romance e no filme que se seguiu, foi creditada por ajudar a mudar a opinião pública sobre as condições dos hospitais psiquiátricos estaduais e a necessidade de legislação para melhorar as condições dos doentes mentais.

## Morte
Ward foi hospitalizada por problemas psiquiátricos diversas veze ao longo da vida. Seus dois últimos livros trataram de doenças mentais. Ward morreu em 17 de fevereiro de 1981, em Tucson, aos 75 anos.